# Le Groupe Bel

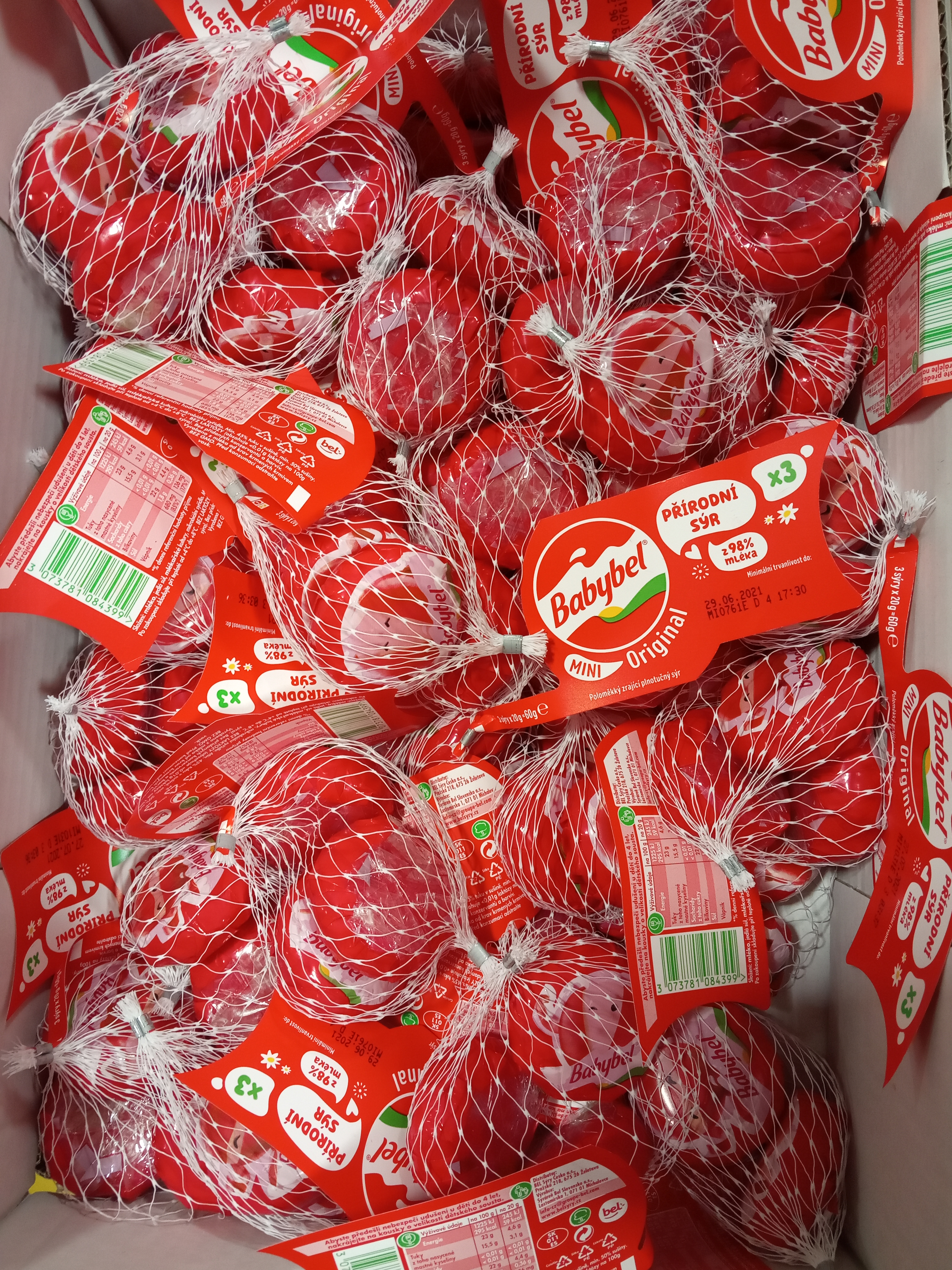
Babybel kaas

Le Groupe Bel is een Franse producent van kazen en onderdeel van Unibel SA gevestigd o.a. te Lons-le-Saunier. Het concern produceert gerijpte en half gerijpte kazen.

## Geschiedenis
Het bedrijf werd in 1865 in Orgelet (Jura) opgericht door Jules Bel. Hij overleed in 1904 en zijn zoon Léon Bel volgde hem op. Na de Eerste Wereldoorlog nam de vraag naar kaas sterk toe en in 1922 richtte hij Fromageries Bel op. In 1924 de zachte kaas onder de merknaam La vache qui rit op de markt geïntroduceerd. Vanaf 1929 werden ook dochtermaatschappijen in het buitenland opgericht. In 1933 werd de merknaam Babybel bekendgemaakt. In 1937 werd de schoonzoon van Léon Bel, Robert Fievet, bestuursvoorzitter van het bedrijf.
In 2007 kocht Le Groupe Bel Boursin van Unilever voor een bedrag van 400 miljoen euro. De ongeveer 150 medewerkers van Boursin, die voor het merendeel in de fabriek te Pacy in Frankrijk werkten, gingen over naar Le Groupe Bel. De jaaromzet van Boursin was zo'n 100 miljoen euro waarvan de helft in Frankrijk werd behaald.
Het bedrijf kocht in 2016 een meerderheidsbelang van 65% in MOM Group. MOM Group biedt een assortiment van snacks, smoothies en fruit- en zuiveldesserts aan onder merknamen als Materne, Pom’Potes, GoGo squeeZ en Mont Blanc. Le Groupe Bel wordt hierdoor meer actief buiten het traditionele kaassegment. In 2021 verhoogde Le Groupe Bel het aandelenbelang in MOM Group naar 82,5%.
In 2021 ging Royal Bel Leerdammer, producent van Leerdammer, over naar het Franse zuivelconcern Lactalis. Lactalis had een aandelenbelang van 23,16% in Le Groupe Bel. In deze transactie gingen de activiteiten van Royal Bel Leerdammer – drie fabrieken in Nederland en twee verkoopkantoren in Italië en Duitsland – en een Bel-vestiging in Shotska in Oekraïne naar Lactalis in ruil voor het aandelenbelang in Le Groupe Bel. Met de verkoop van Royal Bel Leerdammer nam de omzet van Le Groupe Bel met circa 500 miljoen euro af.

## Activiteiten
Tegenwoordig telt Le Groupe Bel, producent van gesmolten kazen in Europa, ongeveer 12.000 medewerkers. Het bedrijf telt 29 productielocaties en de producten worden in meer dan 120 landen verkocht. In 2022 was de totale omzet € 3,6 miljard, waarvan driekwart zuivel gerelateerd.
Merken van Le Groupe Bel zijn:
- Babybel
- La vache qui rit
- Port Salut
- Cantadou
- Boursin
- Maredsous kazen

Grootaandeelhouder in Le Groupe Bel is Unibel SA en in dit laatste bedrijf zijn de families Bel en Fievet veruit de grootste aandeelhouders.